# La Transatlántica (Montevideo)
La Transatlántica Compañía de Tranvías Eléctricos, fue una antigua compañía de tranvías de Montevideo, conformada por capitales alemanes. La cual operó desde 1907 hasta 1933, cuando es adquirida por la Sociedad Comercial de Montevideo. 

## Creación
En 1907 la filial uruguaya de la Compañía General de Electricidad de Alemania, adquiere las compañías del Tranvía Oriental y del Tranvía al Paso Molino y Cerro para electrificarlas y fusionarlas. Finalmente, el 1 de junio de 1907 es creada la Transatlántica Compañía de Tranvías Eléctricos, que el 3 de junio de ese mismo año inicia sus servicios con la inauguración de la Línea 1 de tranvía que unió la Aduana de Montevideo con Paso Molino. Posteriormente se irían sumando nuevas líneas y servicios.

Usina generadora de energía de la Transatlántica en el barrio Arroyo Seco de Montevideo.

En 1926, mediante un convenio con el Estado, es sustituido el entonces Tranvía del Estado y Ferrocarril del Norte (el cual iba hacia el pueblo de Santiago Vázquez) por un tranvía que sería operado por la Transatlántica. La misma, no solo prestaría los coches, sino también el personal y su trazado, desde el centro de la ciudad hasta el barrio Belvedere, punto donde comenzaban las vías del Estado hasta la Barra de Santa Lucía. Dicha línea recibió la denominación de Línea E, siendo la única de tranvías que tuvo una denominación alfabética. Financió la construcción del Parque Capurro en el barrio homónimo, el cual posteriormente le fue donado a la Intendencia de a Montevideo.

### Fusión
En los años treinta, la Compañía la Transatlántica es vendida a la Sociedad Comercial de Montevideo, para posteriormente concretar la fusión y absorción de sus líneas y recorridos.

## Líneas
| Líneas | Recorrido                              |
| ------ | -------------------------------------- |
| E      | Palacio de Gobierno - Santiago Vázquez |
| 1      | Aduana - Paso Molino                   |
| 3      | Aduana - Villa Muñoz                   |
| 7      | Palacio de Gobierno - Playa Ramírez    |
| 8      | Aduana - Malvín                        |
| 9      | Pérez Castellano - Playa Ramírez       |
| 10     | Aduana - Cordón                        |
| 13     | Aduana - Hipódromo de Maroñas          |
| 14     | Larrañaga - Playa Ramírez              |
| 15     | Pocitos - Paso Molino                  |
| 16     | Aduana - Cerro                         |
| 17     | Aduana - Piedras Blancas               |
| 18     | Garibaldi - Playa Ramírez              |
| 19     | Estación Goes - Playa Ramírez          |
| 20     | Palacio de Gobierno - Atahualpa        |
| 21     | Ciudadela - Capurro                    |

## Infraestructura

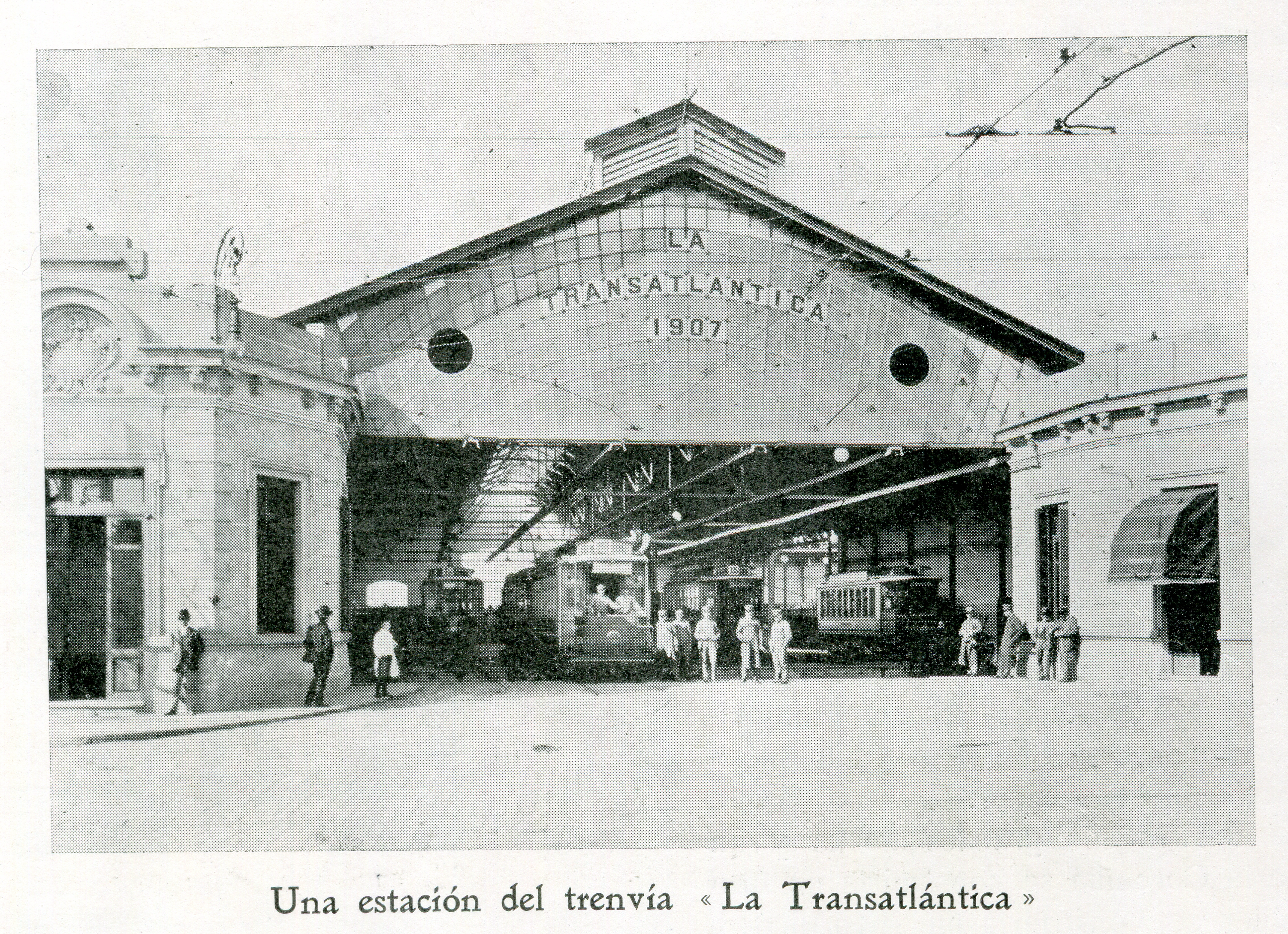
Estación Agraciada, sobre la avenida Agraciada en el barrio Arroyo Seco.

Contaba con una variada flota de coches Van Zippen, como Stahl y Saint Luis. Los colores de sus coches solían ser amarillo y marrón.

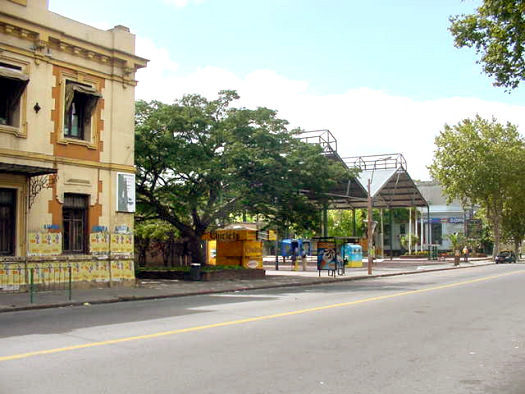
Estación Goes, hoy centro cultural y plaza.

- Usina Arroyo Seco
- Usina Gonzalo Ramírez
- Estación Goes
- Estación Agraciada
- Estación Artigas
- Estación Larrobla